# The Sims 4: Стрейнджервиль
The Sims 4: Стрейнджервиль (англ. The Sims 4: StrangerVille) — седьмой игровой набор к компьютерной игре The Sims 4. Выход состоялся 26 февраля 2019 года на цифровой платформе Origin. Набор вводит засушливый городок Стрейнджервиль. Игрок должен исследовать его тайны и выяснить, что за опасное существо угрожает городку и его населению. Это первое расширение к The Sims, завязанное на сюжетном прохождении.
Представители разных новостных издательств указали на явное внешнее сходство Стрейнджервиля с Китежградом (англ. Strangetown), одним из базовых городков The Sims 2. Тем не менее разработчики при создании сюжета вдохновлялись сериалом из Netflix — «Очень странные дела» хотя и признали внешнее сходство с Китежградом.
Игровые критики дали разные оценки расширению, они похвалили «Стрейнджервиль» за проработанный и обширный городок по меркам игрового набора, в целом много взаимодействий, интересное прохождение, которое тем не менее не лишает игрока возможности свободной симуляции. В качестве недостатка критики указали на не глубокую проработанность сюжетной линии, в сравнении с историями из Китежграда в играх The Sims 2 для портативных устройств, где истории отдельных персонажей были важной частью прохождения. Хотя данный момент не критичен, он однако разочарует старших игроков, знакомых с историям портативных The Sims 2.

## Игровой процесс и сюжет
Игровой Набор вводит сельский городок под названием Стрейнджервиль (англ. StrangerVille рус. Городок чужаков). Он располагается среди скалистой и засушливой долины, напоминающей пейзажи долины монументов в американском штате Аризона, усеянные скалами в форме столбов. Хотя со стороны городок кажется неприметным поселением, находящимся в упадочном состоянии, рядом с ним располагаются армейский лагерь, а также охраняемая секретная лаборатория. С тех пор, как её построили, в городке начинают происходить странные события, на землях Стрейнджервиля разрастается таинственная и опасная внеземная растительность.

Борьба с «материнским растением»

Эти события совпадают с тем, что некоторые жители начинают странно себя вести, будто их разум что-то подчинило. Управляемый игроком сим должен выяснить истинную причину всех странных событий в Стрейнджервиле. Для этого ему придётся находить улики, расспрашивать местных жителей, следить за ними. Причина всех странных событий находится в заброшенной лаборатории, путь в которой игрок должен постепенно проходить по мере выполнения квестов. В конце его ждёт «материнское растение» для уничтожения которого придётся создать вакцину и найти новых союзников. 
Игрок также может отключить сюжетную линию, таким образом делая Стрейнджервиль просто игровой локацией, как и остальные миры в The Sims 4, в нём доступны два района и 11 участков: первый район — сам городок, он находится в упадочном состоянии. Жилые и общественные здания соседствуют с заброшенными руинами. Второй район — спрятанный за горами элитный квартал с дорогой недвижимостью. Игрок может устроиться на частично управляемую карьеру военного, дослужиться до маршала или стать тайным агентом, чья задача заключается в слежке за подозрительными персонажами. При включённой же сюжетной линии, события городка не будут распространяться на другие игровые миры, не связанные с игровым набором. Игрок может проходить сюжетную линию и не будучи жителем Стренджервиля, однако ему не будут доступны все события городка. Сюжетная линия не ограничена временем и будет только прогрессировать, если игрок решит дальше проходить её.

## Создание
Ещё в 2017 году разработчики заметили, что хотели бы создать тематическое расширение, связанное с зомби и постапокалипсисом. Дополнение было бы завязано на идее того, что персонажи вынуждены скрываться бункере и защищать своё жилище. Разработчики Грант Родиек и Майкл Дью заметили, что среди команды создателей есть фанаты игр Fallout и The Walking Dead. В опросах насчёт предпочитаемых будущих расширений идея апокалипсиса фигурировала ещё в 2015 году. Позже, Гранд Родиек заметил, что после выпуска дополнений с самыми востребованными темами, такими, как «Питомцы» и «Времена года», разработчики решили чередовать выпуск расширений с запрашиваемыми игроками темами и оригинальными, которые ранее не встречались в играх The Sims, среди них также возможность делать динамичные городки, которые меняются под влиянием разных действий.

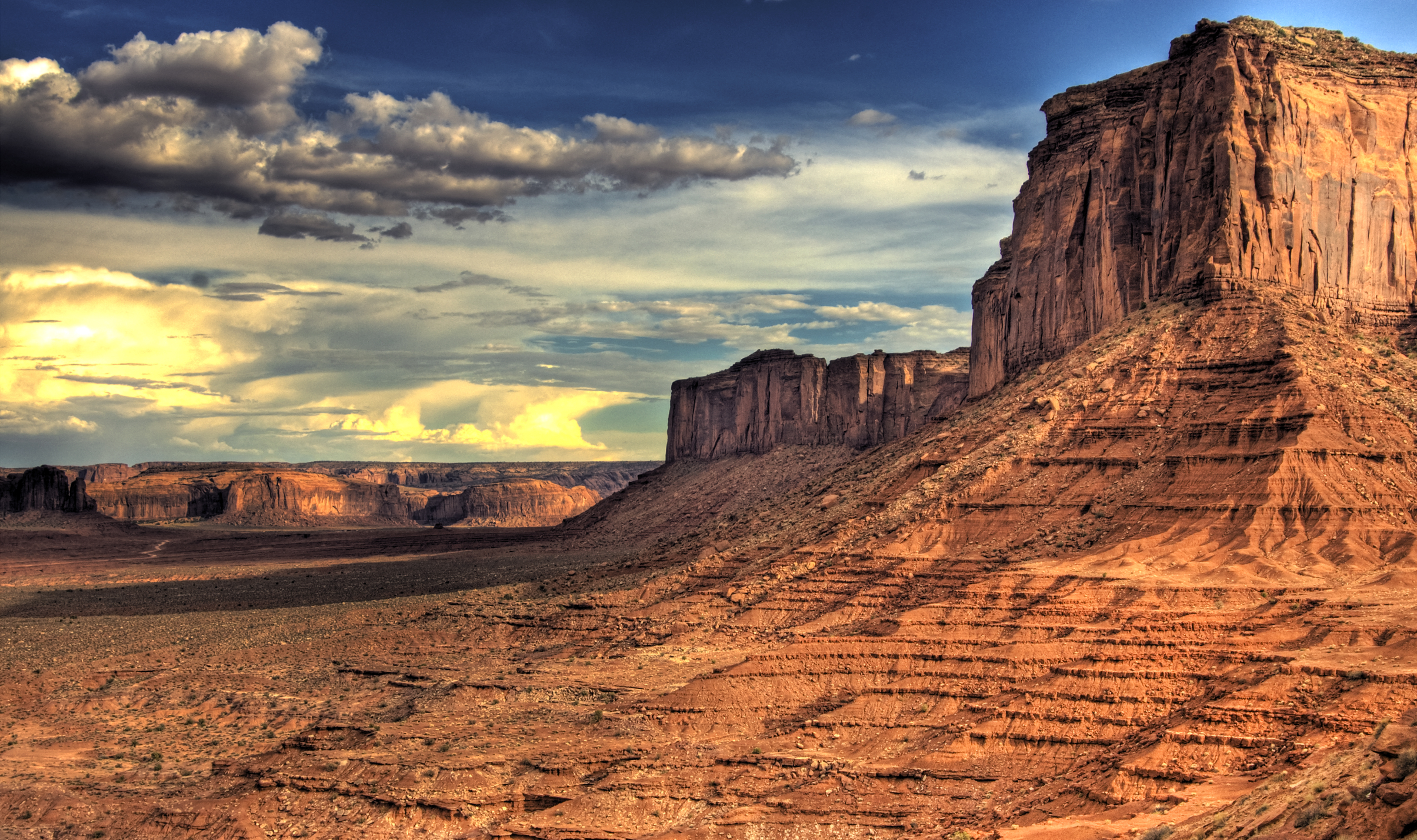
Городок Стрейнджервиль имеет вид долины монументов штата Аризона, США

Игровой набор «Стрейнджервиль» отличается от остальных тем, что разработчики впервые интегрировали в него сюжетную линию, которая однако не должна представлять собой ограниченный линейный сценарий и должна гармонично вписываться в виртуальную песочницу, чтобы не противоречить замыслу The Sims 4. Так, сюжетную линию было решено привязать к определённым «типам общественных участков», а не конкретным локациям, то есть если игрок сменит локацию определённого типа участка, то сценарии развития сюжета перенесутся тоже туда. Однако если игрок удалит все общественные участки, это приведёт к упрощению сюжетной линии, но по прежнему не сломает её. Разработчики признались, что Стрейнджервиль — это их первая «история», поэтому она может показаться не идеальной, однако в случае успеха, разработчики будут в дальнейшем выпускать расширения с динамичными городками и сюжетными линиями. 
Представленный городок Стрейнджервиль — это первая игровая локация, которую разработчики создали с применением разных «слоёв», каждый из которых меняет облик окружающего пространства в зависимости от действий управляемого игроком сима. Данный момент был самым трудоёмким для команды разработчиков, для чего также требовалось переписать игровой движок The Sims 4. Тем не менее разработчики заметили, что были крайне довольны возможностью «динамичных миров» и заявили, что отныне хотят применять данную технологию и в будущих дополнениях к The Sims 4. Отвечая на многочисленные вопросы игроков, является ли Стрейнджервиль переделанной версией Китежграда, одного из базового городка The Sims 2, разработчики заметили, что нет, хотя и признали внешнее сходство городков. Работая над сюжетной линией, команда вдохновлялась популярным американским сериалом ужасов от Netflix — «Очень странные дела», в частности в игре встречаются такие локации, как лаборатория, «заражённая» красным лозами, что является прямой отсылкой к сюжету сериала.   
Помимо прочего, разработчики учли, что далеко не все фанаты The Sims 4 захотят ограничивать себя сюжетом, поэтому предусмотрели возможность отключать сюжет, делая Стрейнджервиль просто очередным городком The Sims 4. По меркам игрового набора, Стрейнджервиль является достаточно крупным миром (11 участков, включая секретную локацию). Разработчики заметили, что в своё время, после выпуска игрового набора о «Вампирах», игроки были разочарованы маленьким игровым миром. Проблема реиграбельности была решена тем, что вместе с игровым набором была добавлена новая полностью управляемая карьера солдата, которую просили уже давно многие игроки, множество объектов строительства и интерьера, а также ряд объектов, расширяющих геймплей The Sims 4.

## Анонс и выход
Первые намёки на предстоящий контент появился в декабре 2018 года после того, как несколько актёров озвучивания опубликовали несколько твитов с диалогами к новому контенту, из чего был сделан вывод, что дополнение выйдет в первом квартале 2019 года. В январе 2019 года Гранд Роиек, один из разработчиков заметил, что команда работает над «супер крутым контентом». 
За день до официального анонса, разработчики стали выкладывать твиты с изображением «обезумевших» персонажей, что новостные издательства охарактеризовали, как нечто «странное и жуткое». 
Сам анонс игрового набора состоялся 20 февраля 2019 года. При этом показанный трейлер выделялся своим кинематографическим стилем, тем самым резко выделяясь на фоне остальных дополнений к The Sims 4. Это вызвало интерес со стороны новостных издательств, которые поспешили сравнить увиденное с Китежградом (англ. Strangetown), одним из базовых городков игры The Sims 2 выпуска 2004 года, который отличался своей атмосферой мистичности и конспирологии, чей образ создавался под вдохновением городских легенд вокруг военной зоны 51 в США. При этом Стрежнжтаун становится центральным местом действия в версиях The Sims 2 для Nintendo DS, Game Boy Advance и PlayStation Portable. 
Редакция Shacknews заметила, что тема дополнения и стиль одежды были созданы явно под влиянием таких конспирологических и фантастических лент, ставших классикой, как например «Люди в чёрном». Представитель сайта Polygon сравнил тему игрового набора с телесериалом «Секретные материалы». Сайт Rock, Paper, Shotgun заметил, что показанный в трейлере контент выглядит, как набор киноклише об инопланетянах, монстрах и людях в чёрном, от того кажущийся не менее интересным. Журналист с сайта That Shele сравнил атмосферу трейлера с фильмами об Индиане Джонса и заметил, что несмотря на то, что наличие сюжетной линии может отпугнуть или расстроить многих симмеров, главная особенность игрового набора будет заключаться в индивидуальности её причудливого маленького городка. Если же сравнивать расширение с предыдущими дополнениями, вышедшими к The Sims 4, то наиболее близким к нему окажутся «Приключение в Джунглях» и «На Работу». Трейлер игрового набора уже через три дня попал на шестое место в трендах видео youtube, после выпуска получил наибольшее количество просмотров среди игровых наборов, больший интерес к расширению к The Sims 4 был только у трейлера дополнения «Кошки и Собаки». 
В день анонса, Electronic Arts на своём сайте опубликовала тематический комикс с персонажами, показанными в трейлере игры.
Выход игрового набора состоялся 26 февраля 2019 года на цифровой платформе Origin, в этот же день был выпущен второй официальный трейлер к дополнению. 14 мая 2019 года выход дополнения состоялся для игровых приставок PlayStation 4 и Xbox One.

## Музыка

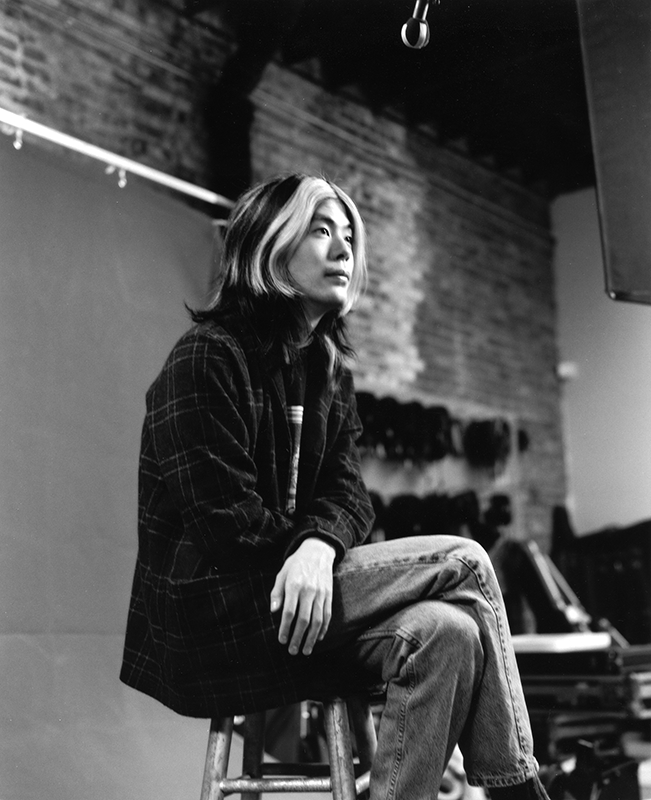
Для игрового набора свой трек переписал японский музыкант Джеймс Иха

Вместе с игровым наборов в The Sims 4 были добавлены ряд композиций в жанре гаражный рок. Так например, на симлише свою композицию исполнил японский рок-музыкант Джеймс Иха. Доступ к композициям в интернете появился ещё за неделю до выпуска игрового набора, доступный для пользователей голосового помощника Amazon Alexa.
| №  | Название                      | Автор(ы)         | жанр/звучит вː | Длительность |
| -- | ----------------------------- | ---------------- | -------------- | ------------ |
| 1. | «International Space Station» | Илан Эшкери      | Фоновая музыка | 3:19         |
| 2. | «Soyuz Intense»               | Илан Эшкери      | Фоновая музыка | 3:00         |
| 3. | «Planet Vega»                 | Илан Эшкери      | Фоновая музыка | 2:32         |
| 4. | «Se Bantz Oosheye»            | Джеймс Иха       | Гаражный рок   | 3:33         |
| 5. | «Vool Zam»                    | Чарлтон Петтус   | Гаражный рок   | 4:15         |
| 6. | «Zomba Zeen»                  | Чарлтон Петтус   | Гаражный рок   | 3:38         |
| 7. | «Dee Zeez»                    | Bite The Buffalo | Гаражный рок   | 2:38         |
| 8. | «Shake Martian»               | The Ooh Mao Maos | Гаражный рок   | 3:19         |
| 9. | «Alien Sunset»                | Cut Worms        | Гаражный рок   | 3:37         |

## Критика
Игровые критики дали в основном положительные оценки игровому набору, заметив саму необычность темы дополнения и её явное выделение на фоне остальных расширений к играм The Sims. Обозревателями были замечена явная схожесть городка Стренджервиля с Китежградом, одним из базовых городов игры The Sims 2, отличавшийся также свой атмосферой мистичности и темы похищения инопланетянами. Петрана Родулович с сайта Polygon заметила, что атмосфера мистичного городка и наличие сюжетной линии явно отсылает к версиям игр The Sims 2 для портативных устройств, например The Sims 2 для PSP. Хелен Эшкрофт с сайта The Gamer заметила, что «Стрэнджервиль» стал первым дополнением, завязанным на сюжетном прохождении со времён игры The Sims Life Stories и чувствуется сам по себе экспериментом разработчиков.
Критики похвалили городок Стрейнджервиль, заметив, что по меркам игрового игрового набора, новый мир достаточно обширен, чтобы жить в нём. Петрана Родулович с сайта Polygon назвала виды городка красивыми и похвалила создателей за внимание к мелким деталям. Гита Джексон с сайта Kotaku нашла очаровательным факт того, как городок меняется под влиянием действий управляемого персонажа. Тем не менее факт того, что в представленных в игре трейлерах нельзя жить, вызвало разочарование у ряда критиков. Обозревательница The Gamer заметила, что несмотря на то, что представленный мир выглядит прекрасным, она осталась недовольной имеющимися базовыми участками, особенно крупными особняками с непонятными полупустыми комнатами. 
Разные оценки оставили критики относительно сюжета в игре. Так, рецензентка The Gamer заметила, что сюжетное повествование дарит дополнению свою глубину, позволяет изучить город и его обитателей так, как при отсутствии истории игрок не стал бы делать. Гита Джексон с сайта Kotaku сравнила повествование в дополнении с B-Movie и заметила, что несмотря на страх того, что игрок будет ограничен повествованием, как это было например в The Sims Medieval, дополнение по прежнему дарит игроку максимальную свободу и возможность проходить сюжетную линию разными способами. 
Обозревательница SaGamer оценила факт того, что действия персонажа прямо влияют на весь город, что прежде никогда не было в The Sims, одновременно игрок не лишается свободного игрового процесса и может в любой момент остановить прохождение. Сам процесс прохождения критик назвала увлекательным, хотя и не очень реиграбельным, однако надеется в будущем видеть больше подобных дополнений.
Сдержанный отзыв относительно истории оставила представительница сайта Polygon Петрана Родулович, заметив, что при своём потенциале, игровой набор выглядит пустым. Петрана заметила, что после анонса дополнения, может возникнуть чувство того, что в «Стрейнджервиле», как и в портативных версиях игр The Sims 2 будет происходить углубление в повествовательную линию, превращая игру в полноценную RPG. Однако сам сюжет получился поверхностным, больше похожим на поэтапный список задач. Местные NPC не представляют какой либо ценности для сюжета, игровой набор несмотря на внешние сходства с «Китежградом» к печальному заключению рецензентки лишён той изюминки портативных игр The Sims 2, в которых уделялось особое внимание необычным историям местных симов, их взаимоотношениям и давало почву игрокам для строительства многочисленных теорий. Это станет главным разочарованием для игроков, которые надеялись погрузиться в ностальгию с данным игровым набором.
Отдельно критик SaGamer назвал довольно специфичной коллекцию мебели в военном стиле, бункера или научной лаборатории, однако такая мебель вряд ли подойдёт для повседневной жизни, одновременно она идеально подойдёт в качестве декораций и для тех, кто любит рассказывать истории симов.